# Heiko Peschke
Heiko Peschke (ur. 18 września 1963 w Riesie) – niemiecki piłkarz występujący na pozycji obrońcy.

## Kariera klubowa
Peschke treningi rozpoczął w wieku 7 lat w klubie BSG Stahl Riesa. W 1977 roku przeszedł do juniorskiej ekipy zespołu Hallescher FC. W 1981 roku został włączony do jego pierwszej drużyny. W 1983 roku odszedł FC Carl Zeiss Jena. W 1988 roku dotarł z nim do finału Pucharu NRD, jednak FC Carl Zeiss Jena przegrało tam 0:2 z Dynamem Berlin.
W 1991 roku, po zjednoczeniu Niemiec, został graczem Bayeru Uerdingen, grającego w 2. Bundeslidze. W 1992 roku awansował z zespołem do Bundesligi. W tych rozgrywkach zadebiutował 15 sierpnia 1992 w przegranym 0:3 spotkaniu z Bayernem Monachium. 28 sierpnia 1992 w wygranym 4:0 meczu z Borussią Mönchengladbach strzelił pierwszego gola w trakcie gry w Bundeslidze. W 1993 roku spadł z klubem do 2. Bundesligi, ale po roku powrócił z nim do Bundesligi. W 1995 roku Bayer zmienił nazwę na KFC Uerdingen 05. W 1996 roku Peschke spadł z zespołem do 2. Bundesligi. W 1997 roku zakończył karierę.

## Kariera reprezentacyjna
W reprezentacji NRD Peschke zadebiutował 28 marca 1990 w wygranym 3:2 towarzyskim meczu ze Stanami Zjednoczonymi. 11 kwietnia 1990 w wygranym 2:0 towarzyskim spotkaniu z Egiptem strzelił pierwszego gola w drużynie narodowej. Po raz ostatni w kadrze zagrał 12 września 1990 w wygranym 2:0 towarzyskim pojedynku z Belgią, który był jednocześnie ostatnim meczem w historii reprezentacji NRD. W drużynie narodowej Peschke rozegrał w sumie 5 spotkań i zdobył jedną bramkę.